# Statue équestre de Louis XIV sous les traits de Marcus Curtius
Pour les articles homonymes, voir Statue équestre de Louis XIV.
La statue équestre de Louis XIV sous les traits de Marcus Curtius, réalisée par Le Bernin et François Girardon, est une statue équestre représentant à l'origine le roi Louis XIV, et se trouvant dans l’orangerie du château de Versailles depuis 2004. Deux copies en ont été faites, l'une au palais du Louvre et l'autre à la pièce d'eau des Suisses.

## Histoire

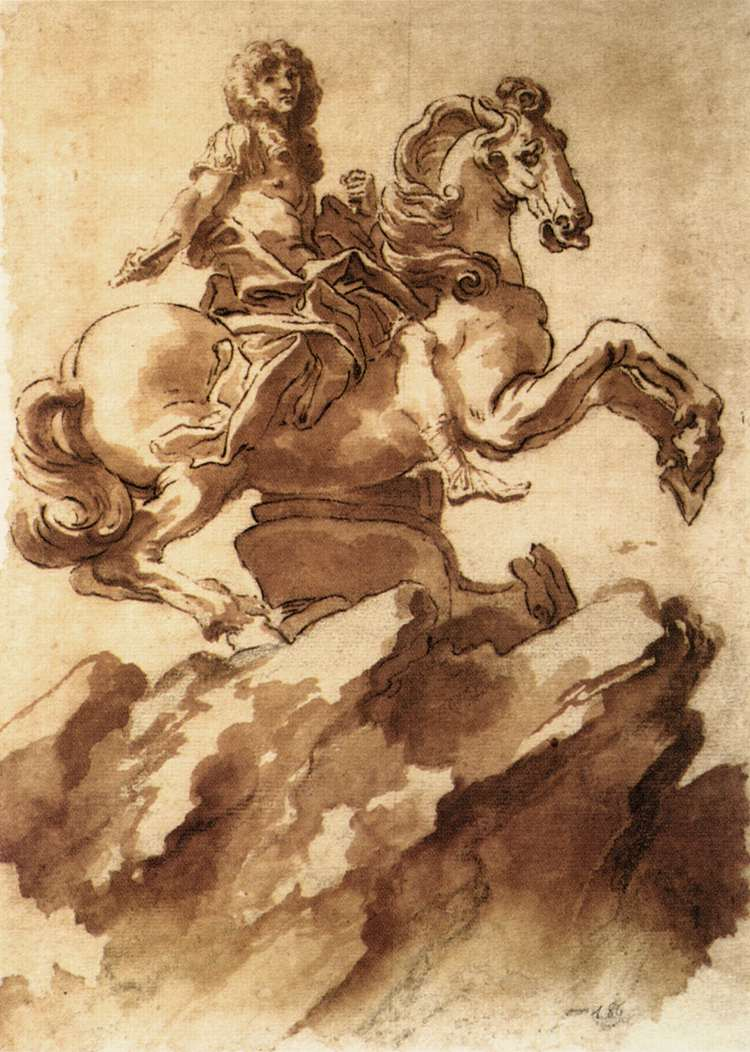
Étude au lavis du Bernin.

Après avoir réalisé le Buste de Louis XIV et étant toujours sous la faveur du roi, c’est en 1665 que Le Bernin lui-même proposa l’idée d’élever un grandiose monument à la gloire du souverain, entre le Louvre et les Tuileries. En 1667, la surintendance des Bâtiments du roi passa officiellement commande, en demandant une sculpture sur le modèle de la statue équestre de Constantin au Vatican. On peut donc trouver une certaine similitude entre les deux représentations, sans pour autant que la seconde soit une copie de la première : si Constantin est fasciné par la vision de la croix au-dessus de lui, le roi Louis est dans une attitude de majesté et de commandement. L’œuvre fut réalisée par les pensionnaires de l’Académie de France à Rome, sous la direction du Bernin qui modela lui-même le modèle réduit de la sculpture.
Le marbre fut taillé entre 1671 et 1673 et l’œuvre fut pleinement achevée en 1677. Pourtant, ce fut seulement en juillet 1684 que la statue équestre quitta Rome. Embarquée à Civitavecchia en octobre 1684 sur la flûte du Roi Le Tardif, elle fut transportée, via Toulon et Brest, jusqu'au Havre où elle est débarquée le 17 février 1685. Le transport et la manutention fut une affaire complexe, au point que l'ingénieur chargé de la décharger au Havre proposa d'échouer et de démolir la flûte Le Tardif qui la transportait pour faciliter son déchargement. 
La statue arriva à Paris, depuis le Havre par voie fluviale, où il était prévu de l’installer au mois de mars 1685. Cette représentation du divin roi, gravissant la montagne de la Vertu, comme Hercule avant lui, illustrait la légende qui nous dit que la famille royale était issue d’Hercule Gallicus, et Louis XIV en serait la  version moderne[réf. souhaitée]. Elle fut placée en août à l’intérieur de l’orangerie du château de Versailles, où le roi la découvrit le 14 novembre à son retour de Fontainebleau. Le dégoût que le roi éprouva pour cette statue fut en réalité largement prévu, puisque Louvois demandait dans une de ses lettres datée du 1er octobre à François Girardon de retravailler la sculpture. Il la maquilla en statue d'un général romain. C’est celle que nous connaissons actuellement. Cette dernière fut alors installée sur les parterres de l’orangerie, avant d’être déplacée un an plus tard en 1686 au bassin de Neptune[réf. souhaitée]. Finalement, à la suite des dégradations subies dans les années 1980, elle fut transportée à l’orangerie où elle est encore aujourd’hui.

## Description

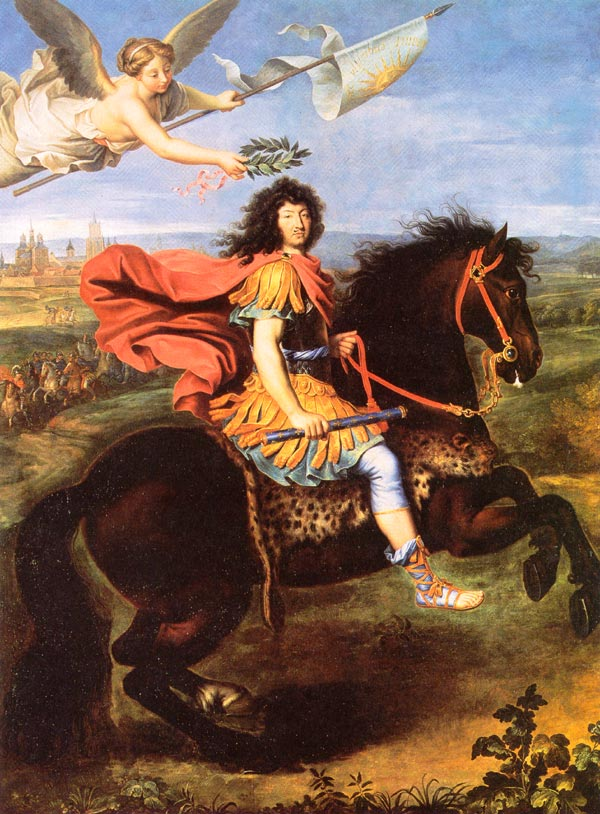
Un autre souvenir de la guerre de Hollande : Louis XIV devant Maastricht par Pierre Mignard, 1673.

Le Bernin érigea cette sculpture dans le style baroque, à la gloire de Louis XIV  et le représenta sur un cheval cabré en marbre, avec cette inscription « per ardua ». Ce monument se voulait une représentation imposante du roi, qui apparaissait comme un nouvel Hercule, gravissant la montagne de la Vertu.
Après la guerre contre la Hollande (1672-1678), la sculpture subit une transformation que nous pouvons suivre grâce à un dessin réalisé vers 1673 par Le Bernin et qui montrait que les rochers supérieurs furent transformés par des étendards qui furent pris à l’ennemi et que l’on retrouvait sous le ventre du cheval. Dans cette image le roi se trouvait sur une monture magnifique, la force de l’animal fut rendue vivante dans la sculpture, par les muscles qui sont visibles. De plus on devine une sorte de frénésie que l’on peut lire dans les yeux et les naseaux grands ouverts du coursier. Le roi était assis sur ce grand cheval puissant et vigoureux mais il le dominait. Son armure nous laissait deviner qu’il est engagé dans une bataille et sa grande cape lui ajoutait un air de majesté. Enfin les proportions de l’homme et du cheval ne sont pas réalistes. Le roi parait plus grand sur la statue qu’il ne l’est en réalité.
Le Bernin réussit à capturer l’essence de la majesté en l’enveloppant dans le tissu flottant de sa cape, et en le coiffant d’une perruque aux longues boucles. Son attitude extrêmement royale, fut marquée par son regard serein et sûr tourné vers l’extérieur  avec l’autorité d’un souverain d’origine divine.
Cependant deux ans après son arrivée en France, la statue fut transformée par François Girardon en 1687. Louis XIV apparaît alors sous les traits de Marcus Curtius et les étendards ennemis devinrent des flammes qui viennent caresser le ventre du cheval, signifiant ainsi que le soldat est en train de sauver Rome incendiée. La tête du cavalier fut alors re-sculptée et recouverte d’un casque à plume, mais l’on garda le drapé très travaillé du Bernin. Le cavalier, ainsi que sa monture regardent tous deux dans la même direction, la tête tournée vers leur droite. L’homme monte à cru. En effet on ne distingue sur la statue aucun élément d’équitation, ni selle, ni étrier, 
La statue  survécut à  la Révolution, mais en 1980, elle fut victime de vandalisme. Elle fut donc restaurée par six ans de travail minutieux, et se trouve aujourd’hui à  l’abri dans l’orangerie.

## Localisation
L’original de la statue équestre de Louis XIV réalisée sous la direction du Bernin se trouve actuellement dans l’orangerie du château de Versailles, alors que l'une de ses copies est exposée à l’extrémité sud de la pièce d'eau des Suisses dans le parc du château de Versailles, et l'autre, en plomb, réalisée en 1986, a pris place dans la cour Napoléon au palais du Louvre.

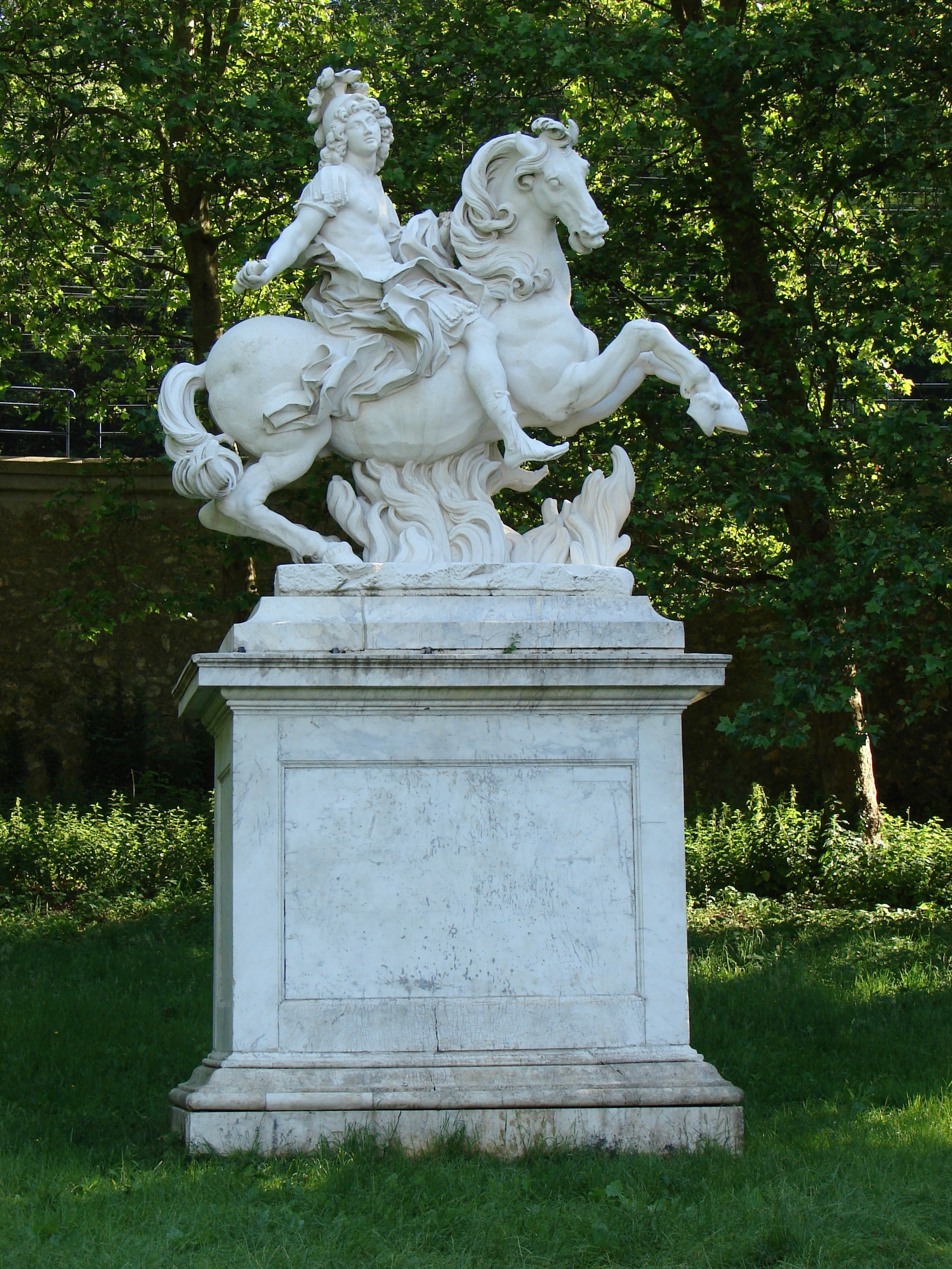
La copie à la pièce d'eau des Suisses.
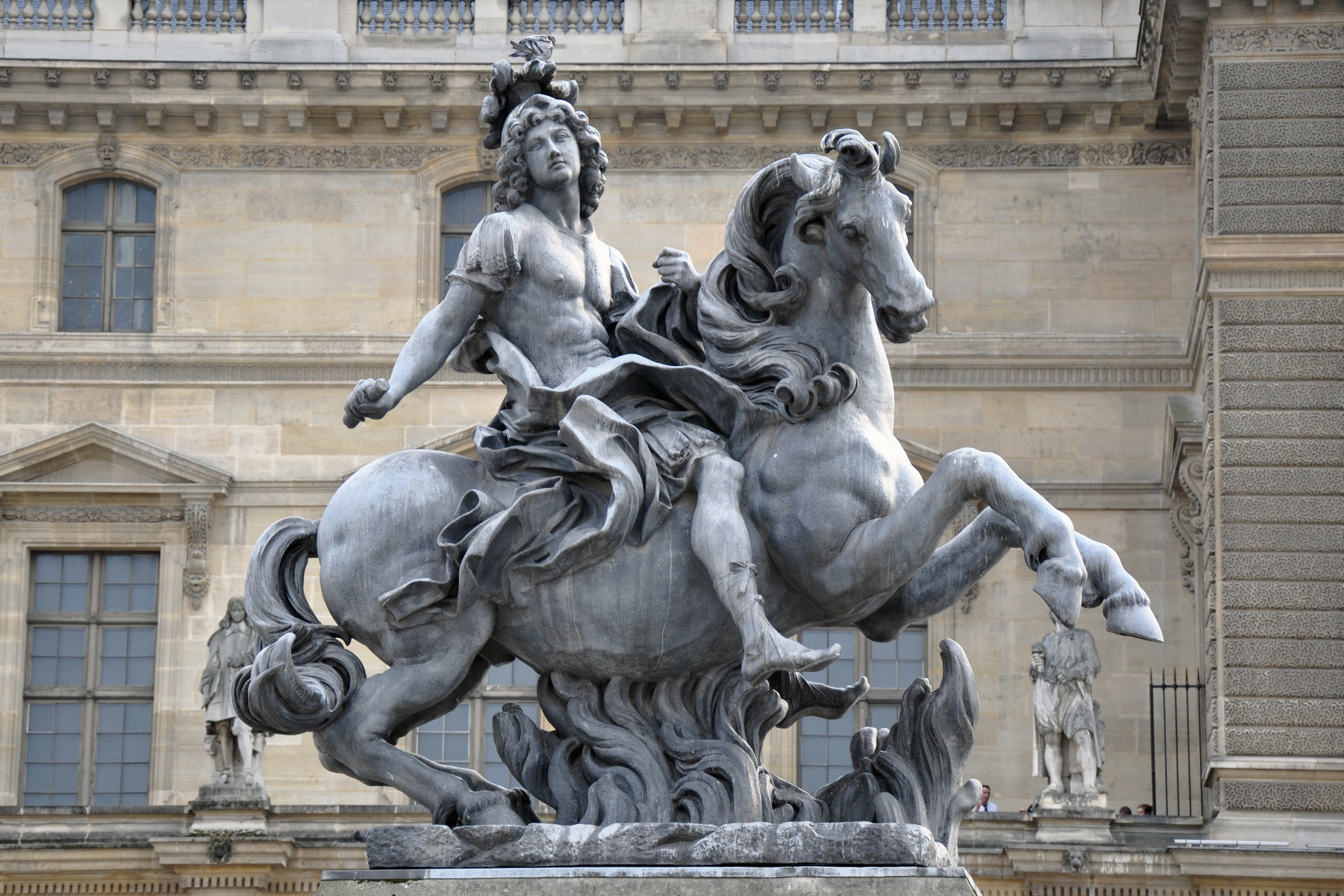
La copie dans la cour du Louvre.

## Artiste
Le Bernin (1598 – 1680) est un sculpteur, architecte et peintre baroque italien. Invité à grands frais par Louis XIV pour restructurer le palais du Louvre en 1665, Le Bernin réalise pendant son séjour en France un buste de Louis XIV. Le refus de son projet pour le Louvre marque le tournant stylistique du règne de Louis XIV du baroque au classicisme.